# Зіткнення над Чархі Дадрі
Зіткнення над Чархі Дадрі — велика авіаційна катастрофа, що відбулася у вівторок 12 листопада 1996 року. У небі за 5 км від індійського міста Чархі Дадрі зіткнулися авіалайнери Boeing 747-168B авіакомпанії Saudi Arabian Airlines (рейс SVA763 Делі — Дахран) і Іл-76ТД авіакомпанії Kazakhstan Airlines (рейс KZA1907 Шимкент — Делі). У катастрофі загинули всі 349 осіб, які перебували на обох суднах — 312 на «Боїнгу» (289 пасажирів і 23 члени екіпажу) і 37 на Іл-76 (27 пасажирів і 10 членів екіпажу).
Це одна з найбільших авіакатастроф в історії цивільної авіації, перша (за числом загиблих) в історії зіткнення літаків у повітрі, найбільша авіакатастрофа в Індії, а також найбільша в історії авіакомпаній Saudi Arabian Airlines і Kazakhstan Airlines.

## Літаки

### Boeing 747
Boeing 747-168B (реєстраційний номер HZ-AIH, заводський 22748, серійний 555) був випущений в 1982 році (перший політ здійснив 3 лютого). 17 березня того ж року був переданий авіакомпанії Saudi Arabian Airlines. Оснащений чотирма турбореактивними двигунами Rolls-Royce RB211-524C2.
Склад екіпажу рейсу SVA763 був таким:
- Командир повітряного судна (КПС) — 45-річний Халід Аль-Шубайлі (англ. Khalid Al Shubaily). Налітав 9837 годин.
- Другий пілот — Назір Хан (англ. Nazir Khan).
- Бортінженер — Едріс (англ. Edris).

У салоні літака працювали 20 бортпровідників.
| Громадянство      | Пасажири | Екіпаж | Всього |
| ----------------- | -------- | ------ | ------ |
| Індія             | 215      | 0      | 215    |
| Непал             | 49       | 0      | 49     |
| США               | 5        | 0      | 5      |
| Пакистан          | 3        | 0      | 3      |
| Бангладеш         | 1        | 0      | 1      |
| Велика Британія   | 1        | 0      | 1      |
| Саудівська Аравія | 1        | 12     | 13     |
| Не вказано        | 14       | 11     | 25     |
| Всього            | 289      | 23     | 312    |

Всього на борту літака перебувало 312 осіб — 23 члени екіпажу і 289 пасажирів.

### Іл-76
Іл-76ТД (реєстраційний номер UN-76435, заводський 1023413428, серійний 86-07) був випущений Ташкентським авіаційним виробничим об'єднанням імені В. П. Чкалова (Тапоїч) 31 липня 1992 року. Того дня переданий авіакомпанії «Аерофлот» (МДА СРСР, Казахське УДА). У серпні того ж року здійснив переліт з Ташкента до Шимкента на постійне місце базування. У липні 1993 року викуплений в «Аерофлоту» авіакомпанією «Kazakhstan Airlines» і отримав бортовий номер UN-76435. Оснащений чотирма турбореактивними двигунами Д-30КУ Рибінського моторобудівного заводу. На день катастрофи налітав 2643 години.
Склад екіпажу рейсу KZA1907 був таким:
- Командир повітряного судна (КПС) — 44-річний Олександр Робертович Черепанов. Налітав 9929 годин.
- Другий пілот — Ермек Джангіров.
- Штурман — Ж. Аріпбаєв.
- Бортінженер — А. Чупров.
- Бортрадист — Єгор Репп.
- Бортрадист-стажист — В. Петриков.
- Бортоператор — С. Ланджуєв.
- Бортоператор — А. Тажибаєв.
- Інженер — Павло Михайлович Андрєєв.
- Інженер — Михайло Володимирович Капустинський.

| Громадянство | Пасажири | Екіпаж | Всього |
| ------------ | -------- | ------ | ------ |
| Казахстан    | 0        | 10     | 10     |
| Киргизстан   | 13       | 0      | 13     |
| Росія        | 14       | 0      | 14     |
| Всього       | 27       | 10     | 37     |

Загалом на борту літака перебувало 37 осіб — 10 членів екіпажу і 27 пасажирів.